# Перенос (арифметика)
Перенос и заём в арифметике — приёмы, применяемые в арифметических алгоритмах позиционных систем счисления при выполнении операций сложения и вычитания соответственно, а также (в составе тех же сложения и вычитания) и иных арифметичких операций. Перенос можно понимать как выделение умножения на основание системы счисления в отдельное слагаемое, с последующей перегруппировкой слагаемых.
Под переносом (заёмом) обычно подразумевается добавление слагаемого (вычитаемого) в более старший (соседний слева) разряд при выполнении вычислений в позиционных системах счисления.

## Ручной счёт
Пример переноса при сложении в столбик в десятичной системе счисления:
```
  ¹
  27
+ 59
----
  86
```

Начинается вычисление справа налево по столбцам, складывая цифры
7 + 9 = 16, так как число больше 10, цифра 6 записывается под горизонтальной чертой с правого края, а цифра 1 является значением переноса. Её, в последствии, нужно прибавить к более старшему разряду, поэтому она записывается как небольшая цифра 1 над цифрой слева (в данном случае, над цифрой 2). Далее 2 + 5 = 7, здесь нужно дополнительно прибавить значение переноса. 7 + 1 = 8, если бы результат был больше 10, нужно было бы использовать перенос, но на этом примере получается меньше 10, поэтому эту цифру 8 нужно записать под горизонтальной чертой
Важно заметить, что значение переноса не бывает больше единицы

Аналогичный приём при вычитании называется заёмом:
```
  *
  47
− 19
----
  28
```

В данном примере, 7 − 9 = −2, можно представить (10 − 9) + 7 = 8, и 10 «занимается» в виде 1 из более старшего разряда. Выше цифры более старшего разряда принято ставить точку (здесь показана как звёздочка *). «Занять» больше 1 (единицы) ни при каком раскладе невозможно, поэтому точки вполне достаточно для обозначения 

## Электронный счёт
Устройство, осуществляющее сложение (как правило, в двоичной системе счисления) называется сумматором.
Перенос проявляется в том, что выход логического узла, складывающего один разряд, подаётся на вход логического узла, осуществляющего сложение следующего, более старшего разряда.
Перенос за пределы регистра называется арифметическим переполнением. Для отслеживания его микропроцессоры имеют флаг переноса (при беззнаковой интерпретации чисел) и флаг переполнения (при интерпретации чисел как знаковых, см. бит знака и дополнительный код).